# Magnum Opus (альбом)
Magnum Opus (с лат. — «лучшая работа»; произносится «магнум опус») — восьмой студийный альбом шведского гитариста-виртуоза Ингви Мальмстина, выпущенный 17 октября 1995 года на японском лейбле Pony Canyon.

## Критический приём
Стив Хьюи из AllMusic дал Magnum Opus три звезды из пяти, назвав его «предсказуемой смесью общих хард-рокеров, сладких баллад и фирменных неоклассических гитарных инструментов Мальмстина»." Он сказал, что альбом не может предложить ничего нового, но тем не менее рекомендовал его для несгибаемых поклонников Мальмстина.

## Список композиций
Музыка всех песен написана Ингви Мальмстином.
| №                   | Название              | Текст песни                    | Длительность |
| ------------------- | --------------------- | ------------------------------ | ------------ |
| 1.                  | «Vengeance»           | Ингви Мальмстин, Майкл Вескера | 4:49         |
| 2.                  | «No Love Lost»        | Майкл Вескера                  | 3:07         |
| 3.                  | «Tomorrow's Gone»     | Майкл Вескера                  | 5:20         |
| 4.                  | «The Only One»        | Майкл Вескера                  | 4:01         |
| 5.                  | «I'd Die Without You» | Ингви Мальмстин                | 5:49         |
| 6.                  | «Overture 1622»       | (инструментал)                 | 2:41         |
| 7.                  | «Voodoo»              | Ингви Мальмстин                | 6:19         |
| 8.                  | «Cross the Line»      | Майкл Вескера                  | 3:32         |
| 9.                  | «Time Will Tell»      | Майкл Вескера                  | 5:09         |
| 10.                 | «Fire in the Sky»     | Ингви Мальмстин                | 4:57         |
| 11.                 | «Amberdawn»           | (инструментал)                 | 4:25         |
| Общая длительность: | Общая длительность:   | Общая длительность:            | 50:37        |

## Участники записи
- Майкл Вескера — вокал;
- Ингви Мальмстин — электрогитара, ситар;
- Барри Спаркс — бас-гитара, бэк-вокал;
- Мэтс Олассон — клавишные, бэк-вокал; R.I.P. 19/02/2015
- Шейн Гаалаас — ударные.
- Ингви Мальмстин — продюсер.
- Том Флетчер — запись.

## Кавер-версии песен
- Литовская хэви-метал группа Mr. Jumbo выпустила кавер на композицию «Overture 1622» для своего дебютного альбома Metaluett в 2005 году.
- Словацкая прогрессив пауэр-метал группа Signum Regis записала кавер песни «Vengeance» для своего мини-альбома Through the Storm, выпущенного 12 мая 2015 года.